# Полевая-Мансфельд, Нонна Александровна
Нонна (Нонна Адриена) Алексеевна Полевая-Мансфельд (1896—1975) — советская певица (лирическое сопрано).
Автор вокальных произведений, в том числе песен на собственные тексты. Ей принадлежат переводы на русский язык песенных текстов зарубежных авторов.

## Биография
Родилась 1 мая (13 мая по новому стилю) 1896 года в Москве. Дочь Алексея Августовича Полевого-Мансфельда — драматурга (писал под псевдонимом Алексей Боярский), преподавателя коммерческих наук, смотрителя имущества Московского Кремля. Племянница Е. А. Полевого-Мансфельда и Д. А. Мансфельда.
Пению обучалась у Е. И. Збруевой в Студии певческого искусства и у М. А. Дейша-Сионицкой.
В 1923—1928 годах занималась под руководством К. С. Станиславского в Оперной студии его имени; участвовала в спектаклях студии и Оперной студии-театра им. Станиславского. Тяготея к искусству малых форм, по совету Станиславского, обратилась к изучению и исполнению песен народов СССР, советских композиторов, народов зарубежных стран.
В 1928 г. стала известной эстрадной певицей, создавшей индивидуальный стиль. Песни народов мира пела на языке оригинала (свободно владела несколькими иностранными языками).
В годы Великой Отечественной войны организовала инструментальный ансамбль «Мелоди-оркестр» (была его художественным руководителем и певицей-солисткой), выступала с ним на фронте, в воинских частях и госпиталях.
С 1945 года, не прекращая концертной деятельности, вела педагогическую работу. Преподаватель вокала с 1948 года, в т.ч. у Людмилы Зыкиной.
Умерла 4 апреля 1975 года в Москве.
Её племянник — Д. А. Блюм.
Помощница по хозяйству, ставшая позднее её приёмной дочерью — Нина Венцова (ограблена и убита в 1977 году).

## Память
- В РГАЛИ[3] и ЦМАМЛС[4] имеются материалы, посвященные Н. А. Полевой-Мансфельд.